# 2012年ロンドンオリンピックの自転車競技・女子クロスカントリー
2012年ロンドンオリンピックの自転車競技・女子クロスカントリーは、8月11日、エセックスに所在するハドリー・ファームで行われた。

## 概要
発走予定時刻は現地時間の12時30分頃。日本からは、片山梨絵が参加。

## 成績
| 順位 | 選手名                                            | 時間          |
| ---- | ------------------------------------------------- | ------------- |
|      | ジュリー・ブルセ フランス (FRA)                   | 1時間30分52秒 |
|      | ザビーネ・シュピッツ ドイツ (GER)                 | +1分02秒      |
|      | ジョージア・グールド アメリカ合衆国 (USA)         | +1分08秒      |
| 4    | イリナ・カレンティエヴァ ロシア (RUS)             | +1分41秒      |
| 5    | エズター・ズュス スイス (SUI)                     | +1分54秒      |
| 6    | アレクサンドラ・エンエン スウェーデン (SWE)       | +2分16秒      |
| 7    | アレクサンドラ・ダヴィドヴィチュ ポーランド (POL) | +2分28秒      |
| 8    | アニー・ラスト イギリス (GBR)                     | +2分55秒      |
| 9    | キャサリン・ペンドレル カナダ (CAN)               | +3分36秒      |
| 10   | ターニャ・ザケリ スロベニア (SLO)                 | +3分49秒      |
| 11   | リー・デイヴィソン アメリカ合衆国 (USA)           | +4分22秒      |
| 12   | 史慶蘭 中国 (CHN)                                 | +4分36秒      |
| 13   | ヤナ・ベロモイナ ウクライナ (UKR)                 | +4分54秒      |
| 14   | カテジナ・ナッシュ チェコ (CZE)                   | +5分30秒      |
| 15   | エリザーベト・オズル オーストリア (AUT)           | +5分55秒      |
| 16   | アデルハイト・モーラト ドイツ (GER)               | +6分25秒      |
| 17   | エヴァ・レヒナー イタリア (ITA)                   | +6分44秒      |
| 18   | カレン・ハンレン ニュージーランド (NZL)           | +7分02秒      |
| 19   | カトリン・ロイマン スイス (SUI)                   | +7分31秒      |
| 20   | 片山梨絵 日本 (JPN)                               | +7分34秒      |
| 21   | ヤンカ・ステヴコヴァ スロバキア (SVK)             | +8分13秒      |
| 22   | パウラ・ゴルィツカ ポーランド (POL)               | +8分26秒      |
| 23   | ブラジャ・クレメンチチュ スロベニア (SLO)         | +8分50秒      |
| 24   | エミリー・バッティ カナダ (CAN)                   | +9分45秒      |
| 25   | レベッカ・ヘンダーソン オーストラリア (AUS)       | +10分43秒     |
| 26   | ポリーヌ・フェラン＝プルヴォ フランス (FRA)       | +11分29秒     |
| 27   | バルバラ・ベンコー ハンガリー (HUN)               | +12分32秒     |
| 28   | キャンディス・ニースリング 南アフリカ (RSA)       | +14分11秒     |
| DNF  | グン＝リタ・ダーレ・フレショ ノルウェー (NOR)     |               |
| DNF  | ラウラ・アブリル コロンビア (COL)                 |               |